# 1956년 미국 상원의원 선거
1956년 미국 상원의원 선거는 1956년 11월 6일 미국에서 치러진 상원의원 선거로, 민주당이 과반을 유지해 여소야대 정국이 지속되었다

## 선거 결과
| 정당   | 선거결과 | 의석 수 |
| ------ | -------- | ------- |
| 민주당 | 18석     | 49석    |
| 공화당 | 17석     | 47석    |